# Nel Barendregt
Nelly Greta (Nel) Elema-Barendregt (ur. 25 sierpnia 1936 w Rotterdamie, zm. 15 września 2019 w Maasluis) – holenderska polityk i menedżer, deputowana krajowa i europejska.

## Życiorys
Kształciła się w zakresie ekonomii na Uniwersytecie Erazma w Rotterdamie oraz na Akademii Sztuk Pięknych w Rotterdamie. Pracowała jako nauczycielka rysunku w szkole i na macierzystej uczelni, a także w różnych przedsiębiorstwach.
Wstąpiła do Partii Pracy, od 1981 do 1986 zasiadała w jej zarządzie. W latach 1967–1977 deputowana Tweede Kamer, od marca do czerwca 1973 do oddelegowana do Parlamentu Europejskiego, a od 1971 do 1977 także do zgromadzenia międzyparlamentarnego krajów Beneluksu. Od 1977 do 1980 wicedyrektor i dyrektor gabinetu komisarza europejskiego Henka Vredelinga, następnie do 1981 dyrektor w Akademii Sztuk Pięknych w Rotterdamie. Była także członkiem rady ds. wodnych w Delft. W latach 80. i 90. zasiadała w zarządach i radach nadzorczych różnych podmiotów (m.in. Nutricii i organizacji branży HoReCa).

## Odznaczenia
Odznaczona Orderem Oranje-Nassau IV klasy (1987).